# Mallasandra, Nagamangala
Mallasandra là một làng thuộc tehsil Nagamangala, huyện Mandya, bang Karnataka, Ấn Độ.